# Sant'Anna a Capuana
Sant'Anna a Capuana je crkva koja se nalazi na istoimenom trgu u Napulju, Italija.
Crkva je osnovana u 16. stoljeću u blizini nekadašnjih gradskih vrata Porta Capuana, kao mala kapelica za redovnike samostana San Francesco di Paola. Izgradnja sadašnje građevine datira iz 1751. godine, prema projektu Giuseppea Astarite. Unutrašnjost ima povišeni oltar do kojeg vodi stubište s dvostrukom rampom. Platno u kupoli prikazuje Svetu obitelj sa svetom Anom Marca Cardisca. Orgulje su 1753. izradili Nicola i Carlo Mancini. Kapele su u 18. stoljeću oslikali Francesco Narici i Giovanni Cosenza.

## Vanjske poveznice
|  | Zajednički poslužitelj ima još gradiva o temi Sant'Anna a Capuana |